# Phantomschallquelle
Phantomschallquelle, ein Begriff aus der Stereofonie der Audiotechnik, ist eine virtuelle Schallquelle, die vom Hörer zwischen den eigentlichen beiden abstrahlenden Schallquellen, den Lautsprechern, wahrgenommen wird.

## Grundlagen
Der virtuelle Schallsender erscheint im Schnittpunkt der Mittelsenkrechten mit der Lautsprecherbasis (vergleiche Basisbreite) für einen auf ebendieser Mittellinie befindlichen Hörer, wenn beide Stereo-Lautsprecher exakt synchron dasselbe Signal (gleich in Frequenzzusammensetzung, Pegel und Phase) abstrahlen. Kennzeichnendes Merkmal für die Phantomschallquelle ist, dass ihre Wahrnehmung auf den Lokalisationsreizen mehrerer Realschallquellen beruht – im einfachsten Fall eben eine mittig wahrgenommene Schallquelle, die auf den beiden Realschallquellen „Lautsprecher“ bei Stereowiedergabe herrührt. Nicht zu verwechseln ist der Begriff mit einer „virtuellen Schallquelle“ die bei der Wellenfeldsynthese, der Kunstkopfstereofonie und der „Spiegelschallquelle“ zu finden ist. Bei Letzterer handelt es sich um parasitäre Mehrfachabbildungen aufgrund von Schallreflexionen.
Phantomschallquellen haben eine Hörereignisrichtung oder einen Hörort, der nur in der Vorstellung des Hörers existiert. Kommt der Hörereignisort als Folge von wenigstens zwei Lokalisationsreizen zustande, so ist die fiktive Schallquelle eine Phantomschallquelle. Bei Lautsprecherstereofonie haben wir es mit Phantomschallquellen zu tun, deren empfundene Ausdehnung je nach deren Eigenschaften von Realschallquellen beträchtlich abweichen muss. Man veranschauliche sich dazu, dass wir beim natürlichen Hören durch die Geometrie unseres Kopfes auf natürliche Weise interaurale Pegeldifferenzen (ILD) und interaurale Laufzeitdifferenzen (ITD) individuell selbst erzeugen, während Phantomschallquellen durch Pegeldifferenzen Δ L und/oder Laufzeitdifferenzen Δ t zwischen den beiden Lautsprechern als Realschallquellen erzeugt werden. Das Verwenden dieser Signaldifferenzen wird mit Äquivalenz bezeichnet.

## Mischpulttechnik
In Mischpulten dienen sogenannte Panpots (Panoramapotentiometer, Panoramasteller, Panoramaregler) bei der Intensitätsstereofonie zum beliebigen Richtungsverteilen von einkanaligen Signalen zwischen links und rechts als Phantomschallquellen, wobei allein Pegeldifferenzen durch Spannungsteiler erzeugt werden. Mischpulthersteller sehen nur die Intensitätsstereofonie als gegeben an, so wie sie der Rundfunk wegen der einwandfreien Mono-Kompatibilität und die Popmusik wegen der „robusten“ und einfachen Mischtechnik und der leichten Erzeugung der Stereorichtungen überwiegend verwendet.

## Lokalisation der Schallquellen
Dabei können sich Phantomschallquellen durch die Summenlokalisation als problematisch, in ihrer Lokalisation als störanfällig und in ihrem Klang als verfärbt erweisen. Sie haben gegenüber natürlichen Schallquellen einen weniger präzisen Hörort und scheinen weniger präsent zu sein, weil beide Ohren auch bei mittiger Abhörposition (sweet spot) außerhalb der Mitte liegen und somit von den Lautsprechersignalen nacheinander erreicht werden. Dadurch können an jedem Ohr in gleicher Weise jeweils frequenzabhängige Auslöschungen und Verstärkungen gemessen werden, also eine typische Klangfärbung entsprechend einem Kammfilter. Tatsächlich kann dieser Effekt nicht oder kaum beobachtet werden, da das Gehör die Färbung unbemerkt selbst korrigiert. Die Erhebung (Elevation) der Phantomschallquellen über der Verbindungslinie zwischen den Lautsprechern resultiert aus dem Widerspruch, dass das Gehör zwar identische Signale bei einer realen Mittenschallquelle empfängt, diese aber tatsächlich nicht von vorn, sondern von halb seitlich eintreffen. Die damit verbundene Klangfarbenverfälschung muss dem Gehör aus seiner Erfahrung heraus als unlogisch erscheinen. Es reagiert mit der scheinbaren Erhebung der Phantomschallquelle – vergleiche dazu auch Blauertsche Bänder. Eine schmalbandige Pegelanhebung im Bereich von 8 kHz in einem Centersignal führt zu einer Erhebung der Lokalisation dieser Phantomschallquelle über die horizontale Lautsprecherebene hinaus.

## Wiedergabe
Man kann davon ausgehen, dass die Wiedergabe umso hochwertiger ist, je schärfer und präziser die Phantomschallquellen abgebildet werden. Dieses ist eine sichere Möglichkeit, subjektiv die Abbildungsqualität zu beurteilen.
Andererseits wird von vielen Hörern eine hohe ASW (Apparent Source Width) geschätzt, da sie eher der Wahrnehmung in einem Konzertsaal entspricht. Schallquellen werden dabei diffus und räumlich ausgedehnt wahrgenommen. Bestimmte Eigenschaften eines Lautsprechers (breite Abstrahlcharakteristik) und des Raumes (starke erste Reflexionen von der Seite) können eine Erhöhung der ASW hervorrufen. Die Lokalisationsschärfe von Phantomschallquellen verringert sich dadurch allerdings.
Schwieriger ist es dagegen, eine richtige Wiedergabe der Räumlichkeit (Breite, Tiefe, ASW, LEV (Listener Envelopment)) zu beurteilen. Es gibt hier keine festen Anhaltspunkte für die „Richtigkeit“ der Wiedergabe. Diese wird eher umgekehrt durch geeignete Abhörbedingungen definiert: „Natürlicher“, „echter“, „authentischer“ oder „originaler“ Raumeindruck sind keine geeigneten Beschreibungsmerkmale der Stereo-Wiedergabe, da sie hier prinzipiellen Einschränkungen unterliegt.